# Or (couleur)
Pour les articles homonymes, voir Or (homonymie).

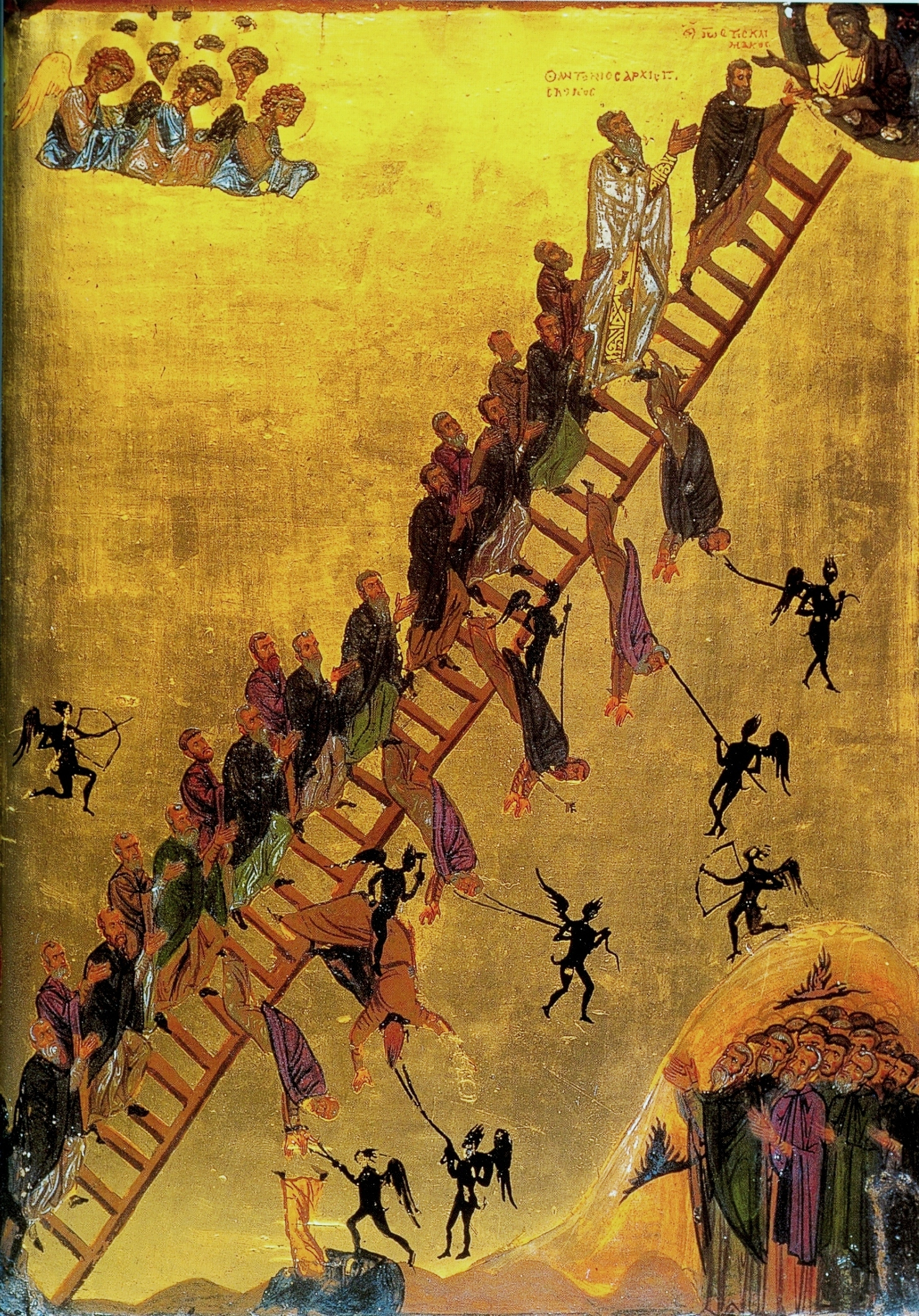
Icône de l'Échelle sainte, XII, fond d'or.

Le nom de couleur or désigne soit l'aspect du métal ou de ses imitations, soit une couleur similaire.
L’or a été utilisé comme revêtement, sous forme de feuilles très minces appliquées sur les surfaces, de l'Antiquité à nos jours. En peinture, il a servi principalement au Moyen Âge et plus tard dans les icônes. En décoration, il sert principalement pour les encadrements et des éléments d'architecture intérieure. Dans l'habillement, il sert, rarement, pour des tissus de prix, comme des brocarts et des pièces décoratives rapportées comme les soutaches.
En peinture, pour la représentation du métal doré ou d'autres usages, des pigments historiques jaunes comme l'or mussif,  l'orpiment, le massicot donnent des couleurs appropriées. À l'époque moderne, le jaune d'or est une nuance de jaune tirant sur l'orangé.
En héraldique, or désigne le jaune, sans indication de nuance.

## Préparation

### Or
L'or est un métal très ductile, ce qui le rend difficile à réduire en poudre pour servir comme pigment dans une peinture. On l'utilise en feuilles d'or battu très minces, qui s'appliquent directement sur les surfaces, souvent préalablement colorées en rouge pour en réchauffer la couleur. La couleur de l'or brut est d'un jaune terne qui pourrait aisément être remplacé par un pigment, et l'a été quand c'était possible, mais, poli, l'éclat du métal, particulièrement vu dans la clarté mouvante de bougies, est irremplaçable. Cependant, on a tenté de fabriquer des encres ou des peintures d'or, malgré les difficultés. Le Colour Index enregistre l'or pigment comme Pigment Métal 3.
Dans l'enluminure et la peinture médiévale, la feuille d'or est fixée sur le support avec une colle à l'eau très légère, et souvent protégée de l'humidité par un vernis. Elle est ensuite polie avec un brunissoir souvent fait avec une incisive de gros animal. La peinture à l'or est une peinture métallisée, où de fines particules d'or sont incorporées à une pâte transparente verte ou bleue. Sa texture particulière est visible, par exemple, dans la Naissance de Vénus de Botticelli ou la Vierge à l'enfant de Bellini (Ball 2010).
Sur verre, la feuille d'or est jaune en réflexion, mais bleu pâle en transparence ; ce fait est bien connu dès le XVIIIe siècle.

### Imitations
Le terme clinquant désigne toute feuille de métal mince. Utilisé pour décrire un revêtement, plutôt que feuille d'or, il signifie probablement qu'il s'agit d'oripeau.
L'oripeau, parfois écrit auripeau, est une feuille mince de laiton (autrefois dit aussi cuivre jaune) utilisé en remplacement de la feuille d'or à moindre prix. On l'a appelé quelquefois or d'Allemagne et, broyé, or en coquille.
Quel que soit le soin qu'on met à le mettre en œuvre, l'oripeau ne remplace pas l'or. Le cuivre et le laiton, beaucoup moins ductiles que l'or, ne permettent pas de fabriquer des feuilles aussi minces, qui s'appliquent d'aussi près aux surfaces sur lesquelles on les dispose. Le métal verni pour éviter l'oxydation n'a pas non plus le même brillant que le métal poli.
Les progrès de la métallurgie fournissent, pour beaucoup d'applications, des alliages de métaux donnant la même apparence pour un prix moindre (PRV). La peinture à l'huile or (no 700) Lefranc-Bourgeois est ainsi composée d'« oxydes de fer et dioxyde de titane recouvert de mica ».
Des poudres de laiton se dénomment or pâle (90% Cu, 10% Zn), or pâle riche (85% Cu, 15% Zn), or riche (70% Cu, 30% Zn).

### Jaune d'or
L'or étant excessivement coûteux, on lui a trouvé, très tôt, des substituts. L'orpiment, sulfure d'arsenic, rappelle l'or métallique par sa couleur. On a aussi suggéré l'usage du massicot, et l’or des Lombards obtenu par broyage de calculs biliaires de tortue avec de la craie ou du natron et du vinaigre. Parmi les pigments anciens, le plus réputé fut le sulfure stannique anhydre dit or mussif (PY38) (PRV).
Dans les nuanciers, le jaune d'or est une nuance tirant vers l'orangé. Comme nom de couleur, « jaune d'or » est attesté en 1676.

## Nuances
Chevreul a repéré, au XIXe siècle, les couleurs les unes par rapport aux autres et par rapport aux raies de Fraunhofer visibles dans le spectre solaire. La couleur de l'or qu'il a examiné dépend de son point d'extraction. Il va de 2 orangé-jaune à 5 orangé-jaune.
Le Répertoire de couleurs de la Société des chrysanthémistes donne, en 1905, une série de nuances pour l'or, la plupart reprenant des dénominations de doreurs : 37 — Or pâle, 38 — Or mat, 39 — Or rougeâtre, Or intense, « couleur ordinaire de la monnaie d'or actuelle »,  40 — Or, 41 — Or jaune « couleur souvent observée sur d'anciennes pièces d'or »,  42 — Vieil-or mat, 43 — Vieil-or « couleur rappelant celle des objets d'art en or ou à surface dorée et qu'a modifiée la patine du temps », 44 — Vieil-or bronzé, 45 — Or bronzé. Il donne aussi plusieurs occurrences de jaune d'or. Pour certains horticulteurs, le jaune d'or est, d'après les auteurs, le jaune de chrome citron (n° 20) ou le jaune d'œuf (no 24) ; la couleur jaune d'or est un des synonymes de jaune auréolin (n° 22). Le jaune d'or du marchand de couleurs Bourgeois est le jaune de chrome moyen (no 26). (RC)
Dans les nuanciers modernes, on trouve RAL 1004 Jaune or dans le nuancier RAL ; 20 Jaune d'or ; 294 Or vert ; 176 Jaune d'or, etc.

### Représentation

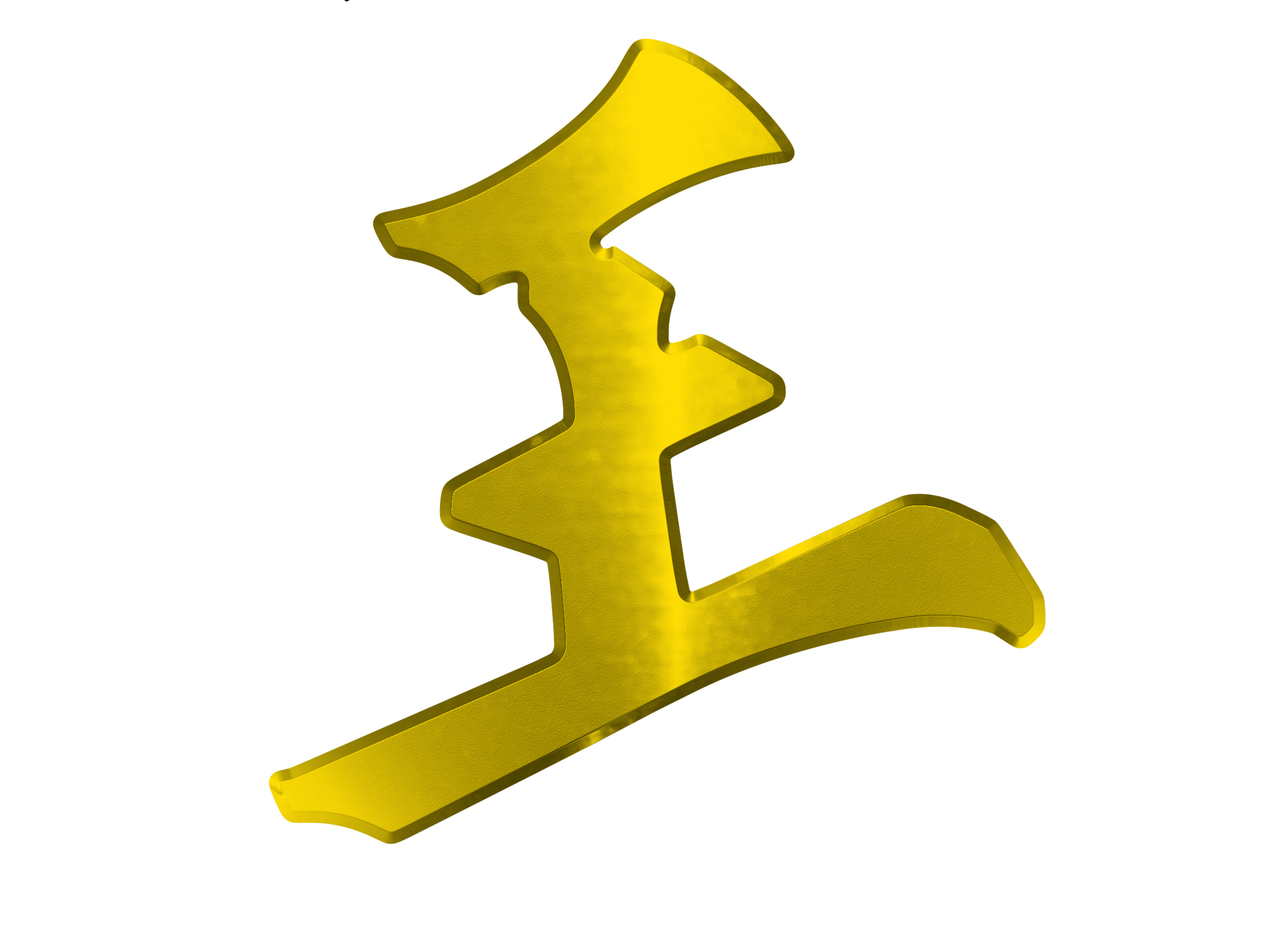
Représentation d'un caractère chinois en or.

Représentation d'un dodécaèdre en or.

La couleur n'est qu'un caractère secondaire de l'apparence visuelle de l'or poli ; elle peut varier, dans une certaine mesure, sans qu'on cesse de l'identifier. « Tout ce qui brille n'est pas or », dit le proverbe ; il est évident que tout ce qui est jaune n'est pas or. Du fait de sa brillance, l'or poli n'est pas vu identiquement par les deux yeux. De ce fait, son apparence est impossible à reproduire fidèlement. On a souvent recours à la représentation de reflets plus ou moins arbitraires, sur un aplat jaune d'or.
Pour une image en mouvement, on représente des reflets mobiles, correspondant à ce qu'on peut observer en général sur un volume doré, sans préciser en général ce qui se trouve, chaque fois, en particulier dans les reflets, notamment le reflet de l'observateur.

### Interaction des couleurs
Du fait de sa brillance, l'or a été, dès les premiers traités d'harmonisation des couleurs au XVIIe siècle, considéré comme échappant aux règles de composition, qui rendent, par exemple, le jaune « ennemi » du bleu.

## Signification
Le doré ou l’or est un jaune brillant qui comme le jaune, est porteur de puissance, sauf qu’il ne pointe pas le pouvoir ou l’ego, mais plutôt la puissance par l’argent. Couleur du faste et du luxe, l’or fut longtemps le privilège des personnes fortunées sur leurs habits, leurs bijoux ou leur résidence. L’or n’a aucune signification négative, si ce n’est, par extension, une certaine cupidité humaine.
Signification positive : richesse, fortune
Signification négative : cupidité

## Usage dans la décoration

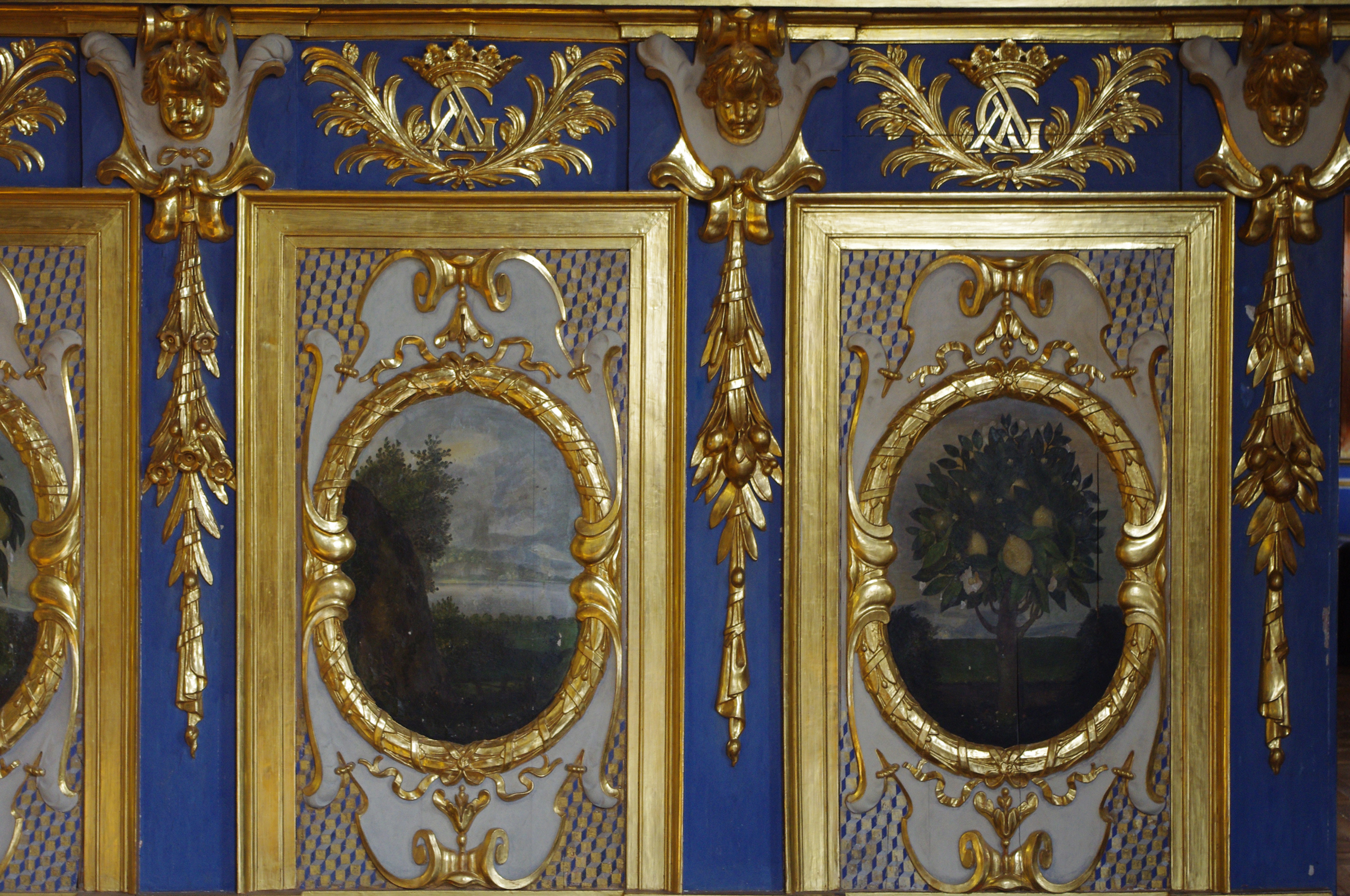
Détails des boiseries du cabinet des Muses, château d'Oiron

En décoration, on utilise rarement le doré seul : il peut vite devenir étouffant. L’or est idéal pour rajouter de l’éclat, mais ne doit jamais être utilisé à outrance sous peine de créer un univers trop prenant. Il se marie généralement bien avec toutes les couleurs, et plus particulièrement le noir, le marron et le rouge.
L'or s'associe au rouge de la pourpre dans la symbolique du pouvoir en Europe. Cette association est aussi fréquente dans la décoration du théâtre, côté spectateurs.

### Usages conventionnels
ReliureDorure sur le rouge et le brun du maroquin en reliure.
UniformesLe galon doré des uniformes d'officiers militaires dénote un grade supérieur au galon argenté.
Composants électroniquesdans le code de couleurs des valeurs de résistances CEI 60757, l'anneau doré signifie une précision de 5%.

## Historique de la couleur or
Dans pratiquement tous les peuples, l’or fut liée à la richesse, donc à la noblesse, au pouvoir. Chez les chrétiens, elle correspond à la couleur de Dieu car assimilé au soleil que l’on ne peut regarder. Couleur d’immortalité, elle est donc couleur divine, couleur de l’empereur et des rois aussi bien en Europe qu’en Chine, en Inde ou en Égypte. En Égypte, l’or symbolisait « le char du Soleil et ses dieux » ; de nombreuses chambres funéraires sont d’ailleurs peintes en jaune d’or pour assurer la survie de l’âme. Chez les Aztèques Huitzipochtli, le Dieu du soleil de midi est peint en jaune d’or et en bleu. En Perse, Mithra est en jaune d’or comme Apollon en Grèce. En Inde, le jaune d’or correspond au centre racine et à l’élément lumière.